# Vogel mit Ring im Schnabel

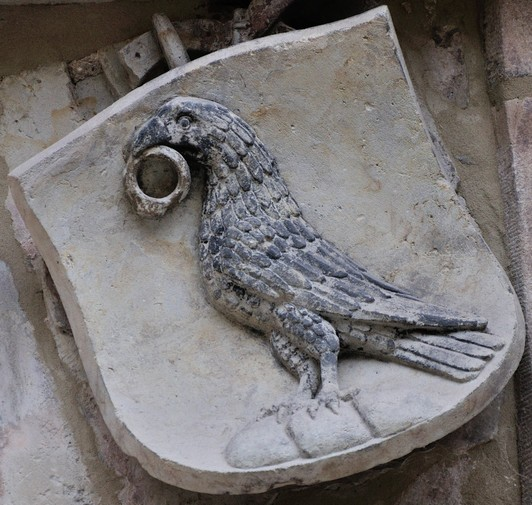
Wappen des Thilo von Trotha

Der Vogel mit einem Ring im Schnabel ist ein Motiv auf Wappen von Adelsfamilien und Orten.

## Verbreitung

Wappen der Gespanschaft Eisenmarkt/Hunyad in Siebenbürgen

Auf den Wappen sind jeweils verschiedene Vogelarten dargestellt. Meist werden sie als Raben interpretiert, in einigen Fällen ähneln sie eher einer Dohle oder Elster, selten einem Adler oder einer Nachtigall.
Ein Vogel mit einem Ring im Schnabel ist Bestandteil von Wappen von Orten in Österreich (Golling, Sankt Oswald), Sachsen, Polen, Siebenbürgen (Hunyad/Eisenmarkt) und weiteren Regionen.
Er ist ebenfalls abgebildet in Familienwappen des ungarischen Königs Matthias Corvinus sowie von sächsischen, schlesischen, polnischen und weiteren Familien, wie Raben und Rabenau.
In Ungarn wurde er auch auf Münzen (Rabendukat), im Symbol der Nationalbank und auf weiteren Darstellungen, abgeleitet von dem König Corvinus-Wappen, abgebildet.
Auf der Spitze des Rathenower Turms in Brandenburg an der Havel war ein Vogel mit einem Ring im Schnabel aufgesetzt,  ebenso auf dem Mitteltorturm in Prenzlau. Dort wurde er als Rabe oder Adler interpretiert.

## Bedeutung
In den meisten Fällen wurde dieselbe Geschichte in leicht variierter Fassung als Grund angegeben:
- Ein kostbarer Ring eines Herrn verschwindet, der Diener wird des Diebstahls verdächtigt und dafür hingerichtet (oder die Hinrichtung steht unmittelbar bevor). Dann findet man den Ring überraschenderweise im Nest eines Raben und ist bestürzt über die ungerechtfertigte Verdächtigung gegen den treuen Diener. Zur Erinnerung wird der Vogel mit dem Ring im Schnabel in das Wappen aufgenommen.

In der Natur stehlen eigentlich nur Elstern glänzende Gegenstände, diese gehören aber zur Gattung der Raben und Krähen und wurden in der Heraldik meist mit dem mythologisch bedeutenderen Raben vermischt.